# Valle Stilaro

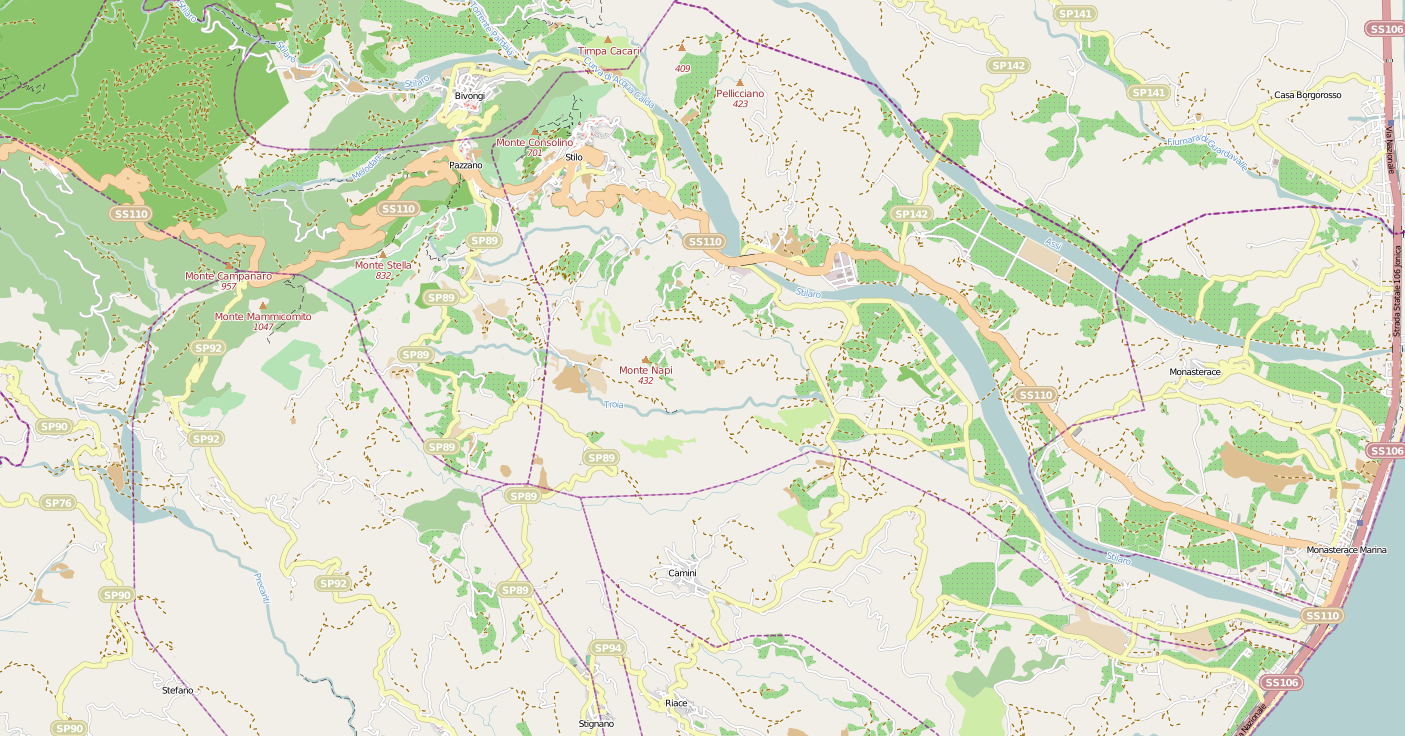
Valle Stilaro (Open Street Map)

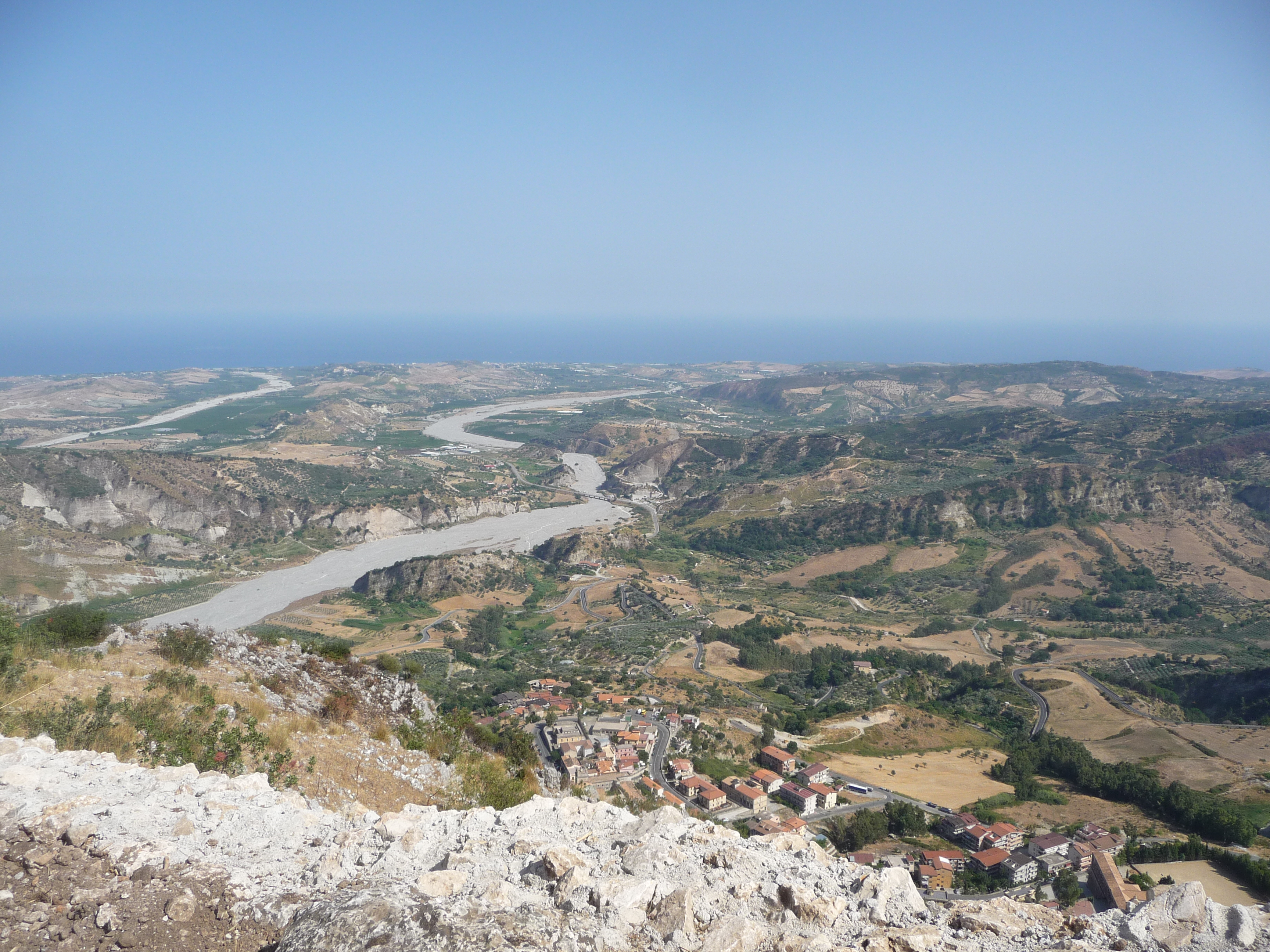
Rio Stilaro

El Valle Stilaro o Vallata dello Stilaro es un valle de la Provincia de Reggio Calabria de Italia meridional. Toma ese nombre por la fiumara (río) que lo rodea: Stilaro.
Los principales asentamientos presentes en el valle son Bivongi , Monasterace , Pazzano y Stilo . El Ecomuseo delle ferriere e fonderie di Calabria , preserva y promueve las cosas naturales, artísticos y culturales del lugar.

## Historia

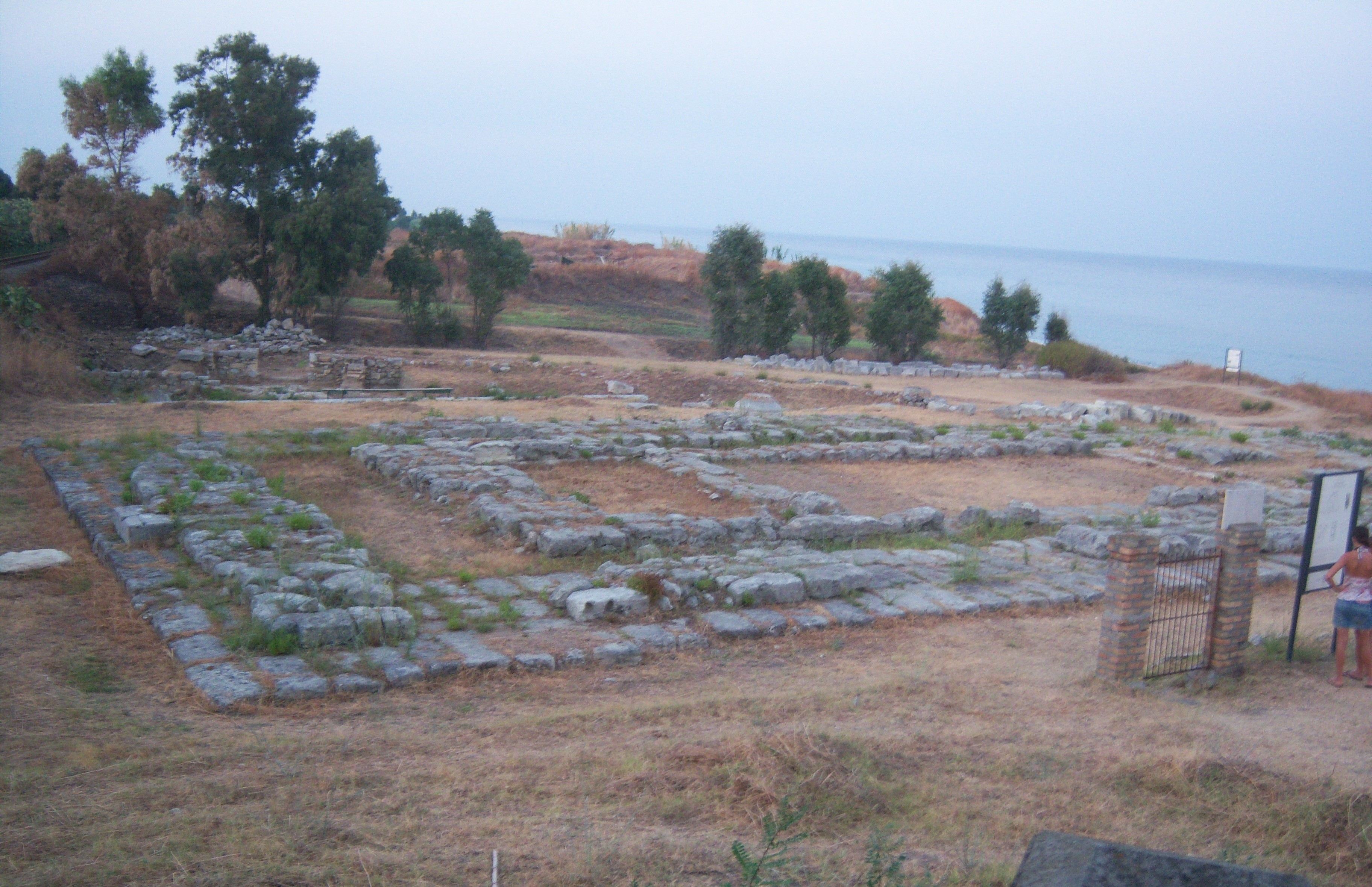
Kaulon

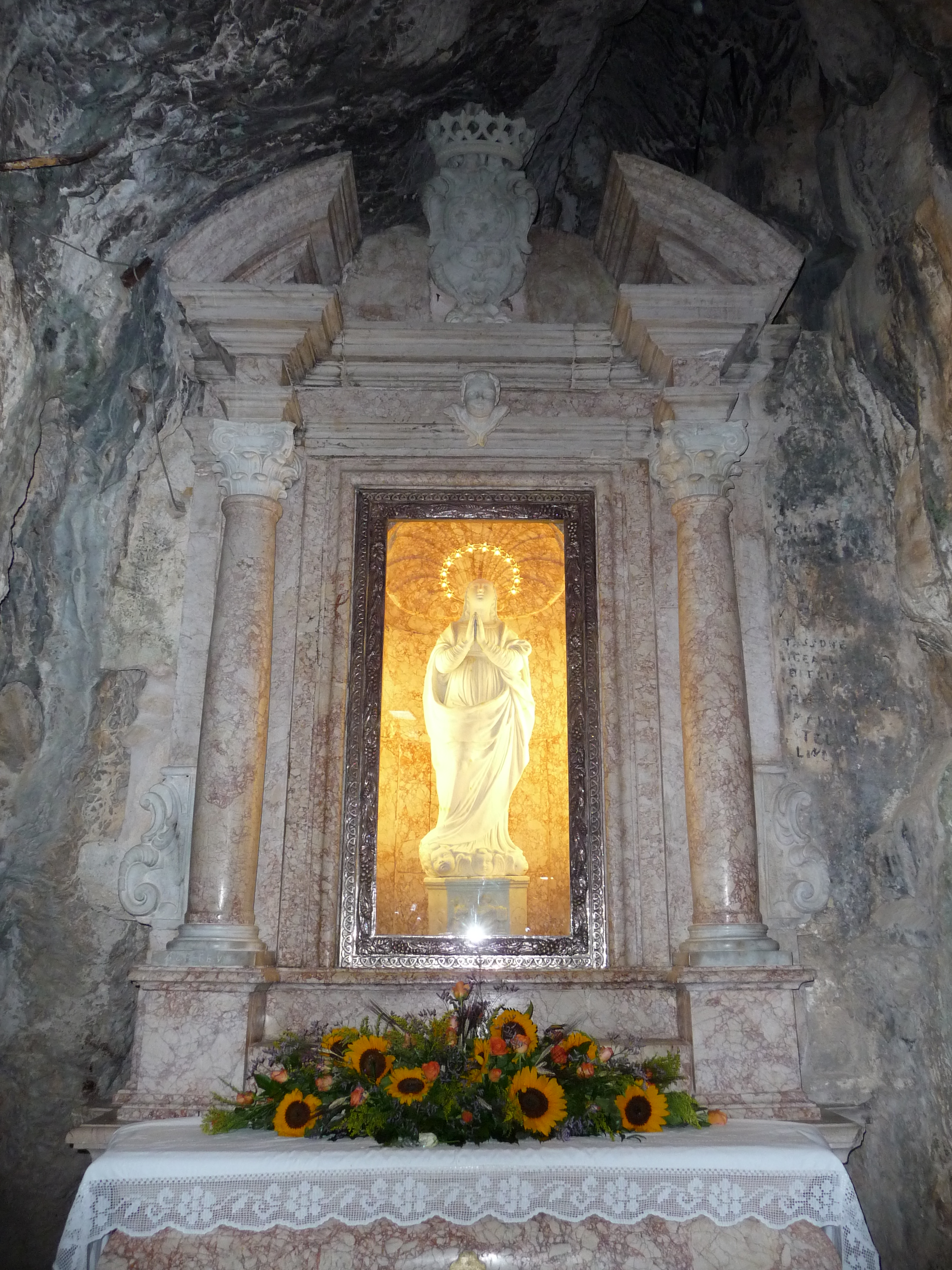
Madonna della Stella

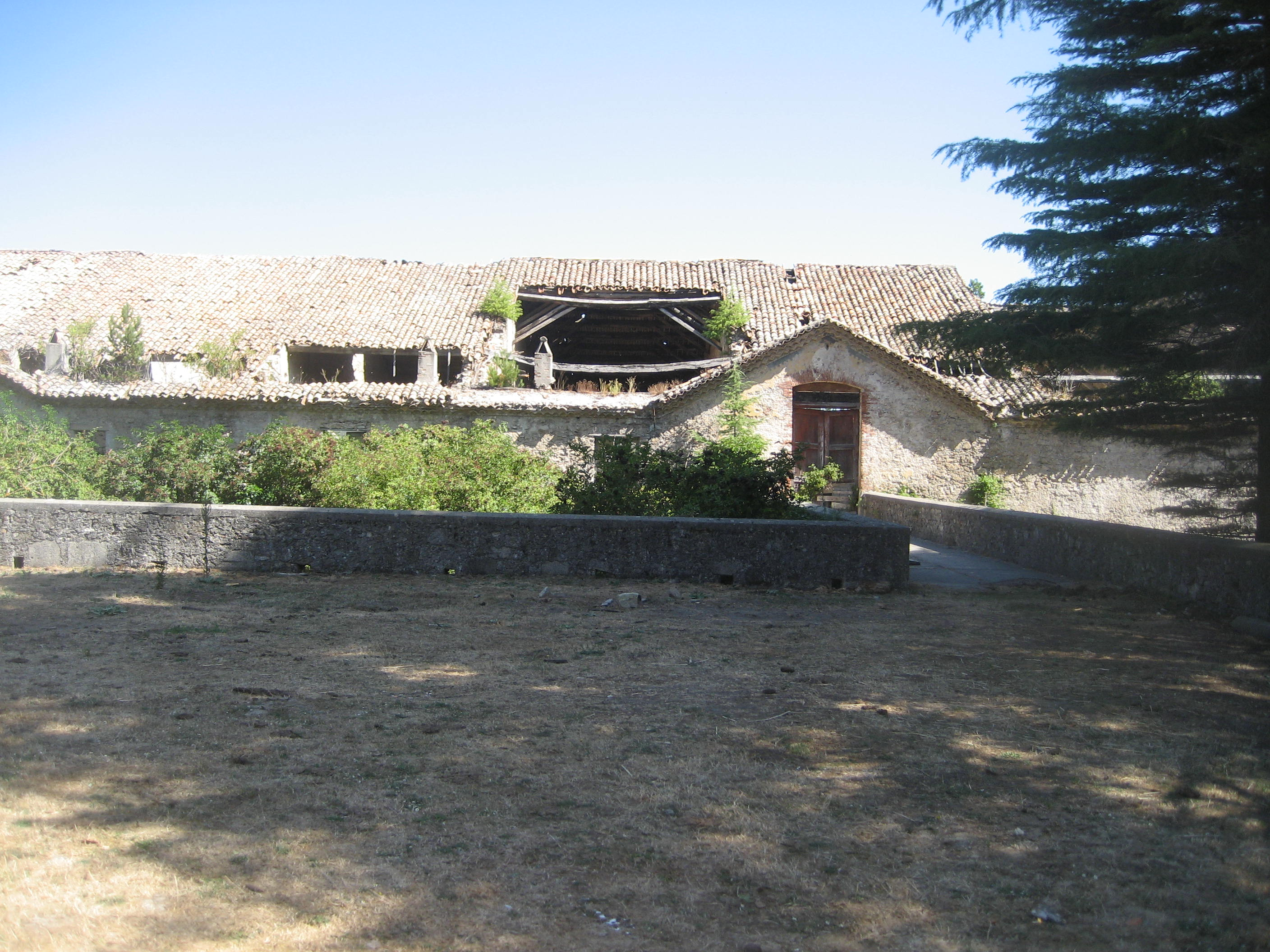
Fonderia de Ferdinandea

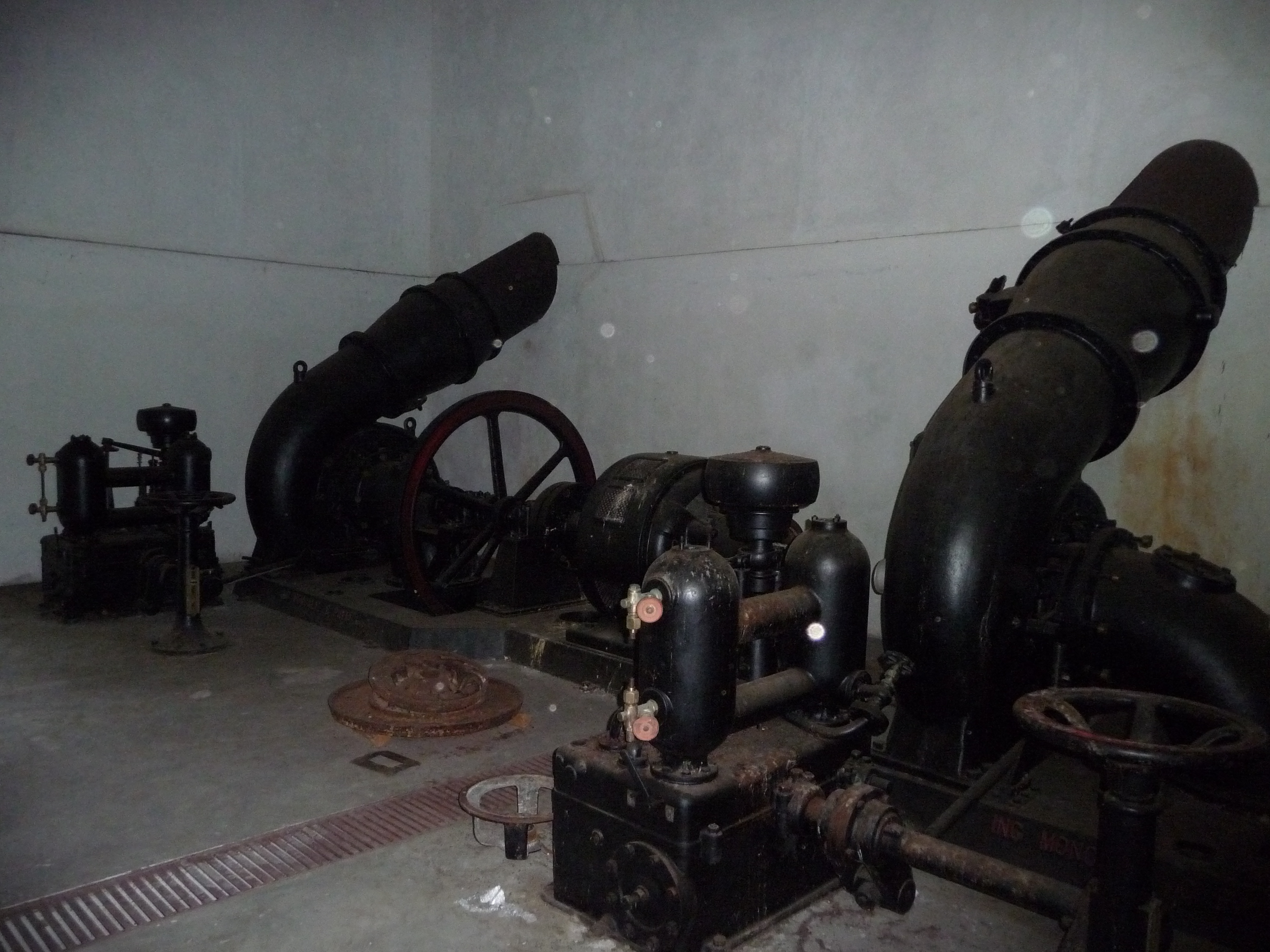
Central hidroeléctrica Guida

Las primeras evidencias de asentamientos en el valle vienen de los antiguos griegos entre los siglos VIII y VII antes de Cristo, donde a lo largo de la costa, cerca del río Assi, se estableció la pequeña colonia de Caulonia, en donde se estima que incluyó a 10.000 personas. Kaulon comercia con los indígenas del interior que extraen minerales. Acuñaron dinero con plata local. Para sus fuentes Kaulon fue deseado por Locri y Kroton colonias. En la primera mitad del siglo cuarto antes de Cristo, el Stilaro río (en ese momento llamada Elleporo) fue el escenario de una importante batalla entre Dionisio I y Lega italiota (italiota liga) formada por un grupo de colonias de la Magna Grecia . Italiota Lega fue derrotado.
Después de eso, la región fue conquistada por los romanos, que en gran parte extraía cobre y creó una pena colonial para "damnata ad metalla" y deforestando el valle de la madera y la construcción naval.
En el siglo X bajo el imperio bizantino, hubo crecimiento económico y demográfico y 22 Calasi (pequeños pueblos) con 37 conventos, iglesias y cuevas de ermitaños fueron establecidas por los monjes griegos de San Basilio. El "Casale de Stilo" creció en importancia e incorporó Pazzano, Stignano, Guardavalle, Riace y Camini "Casali". El 15 de julio de 982 d. C, hubo una batalla entre Ottone II y una alianza bizantina / árabe que ganó.
Las primeras fundiciones de hierro salen en 1516, propiedad de Carlos V, algunos de los que se vendieron entre 1523 y 1523 con dos títulos a su escudero Cesare Fieramosca: fundiciones de Campoli Village y Bivongi fundición. En este período normando el turno valle al catolicismo, y el Ermitaño de Monte Stella está activado en un santuario dedicado a María. Una estatua se encuentra en la cueva.
Al final del siglo XVI hubo un aumento en la minería en el Complejo Siderúrgico dell'Assi (complejo de hierro Assi). En 1771 un nuevo complejo de hierro fue creado cerca de la cadena montañosa de Serre y Valle de Stilaro: Polo Siderúrgico di Mongiana
En 1811, bajo el poder francés, pueblos Stilo: Camini, Pazzano, Placanica y Riace convirtieron en autónomas Comunes (italiano para las aldeas). Durante el Reino de Italia , en 1875 dos ferrocarriles llegaron a la zona. En 1881, 200.000 ducati se gastó para construir una nueva ruta para unir el mar Jónico con el mar Tirreno que cruza el Valle de Stilaro y Serre montañas (futuro Statale Estado 110).
En 1922 y 1923 dos pequeñas centrales hidroeléctricas se construyeron en Bivongi .
El 9 de julio de 1940, durante la Segunda Guerra Mundial, cerca de Punta Stilo la Batalla de Punta Stilo entre la marina italiana y británica llevó a cabo.
En 2012 se anunció el descubrimiento de un asentamiento paleolítico pretendido en Boario localidad en Stilo .

## Galería

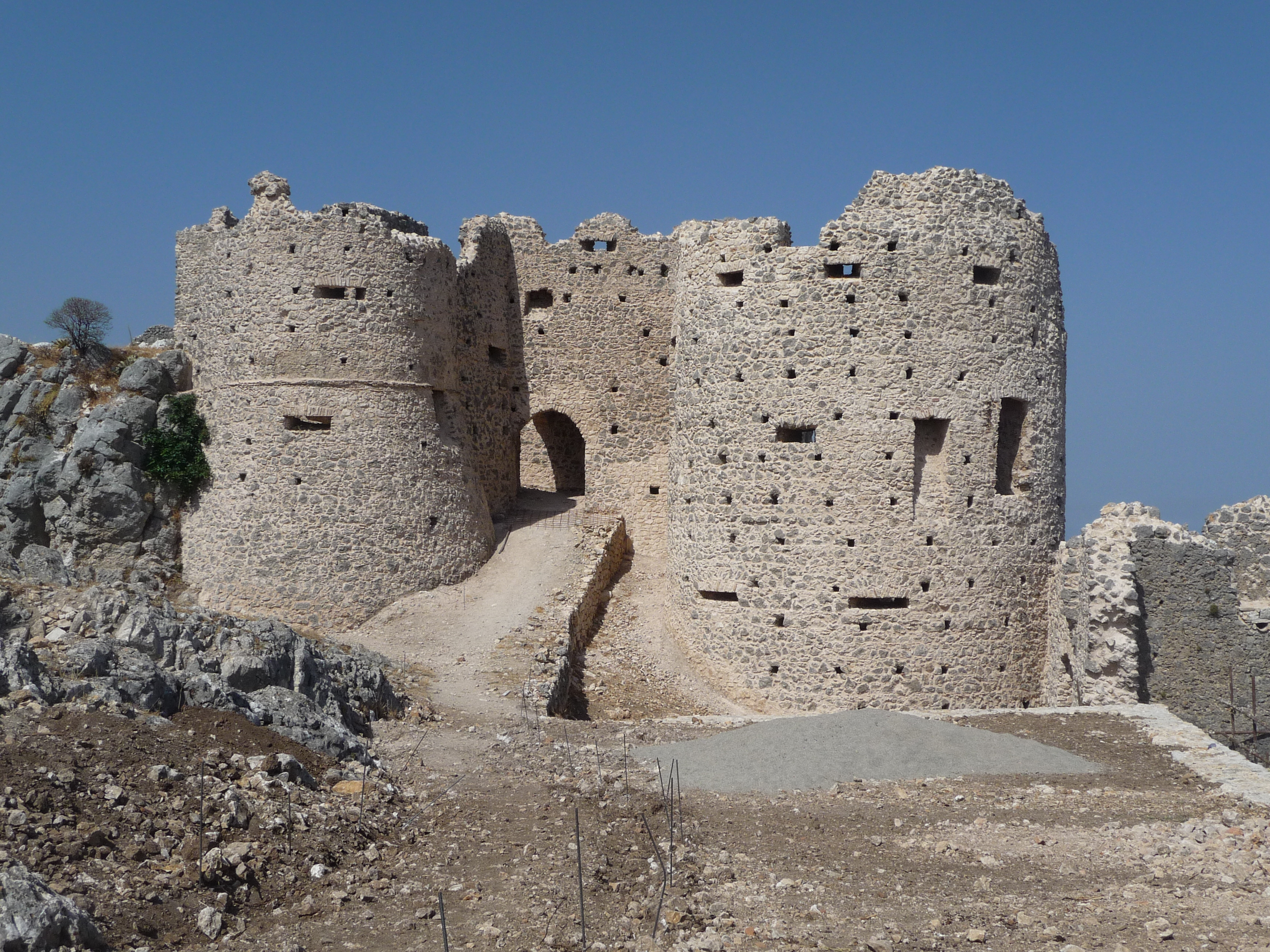
Castillo de Stilo
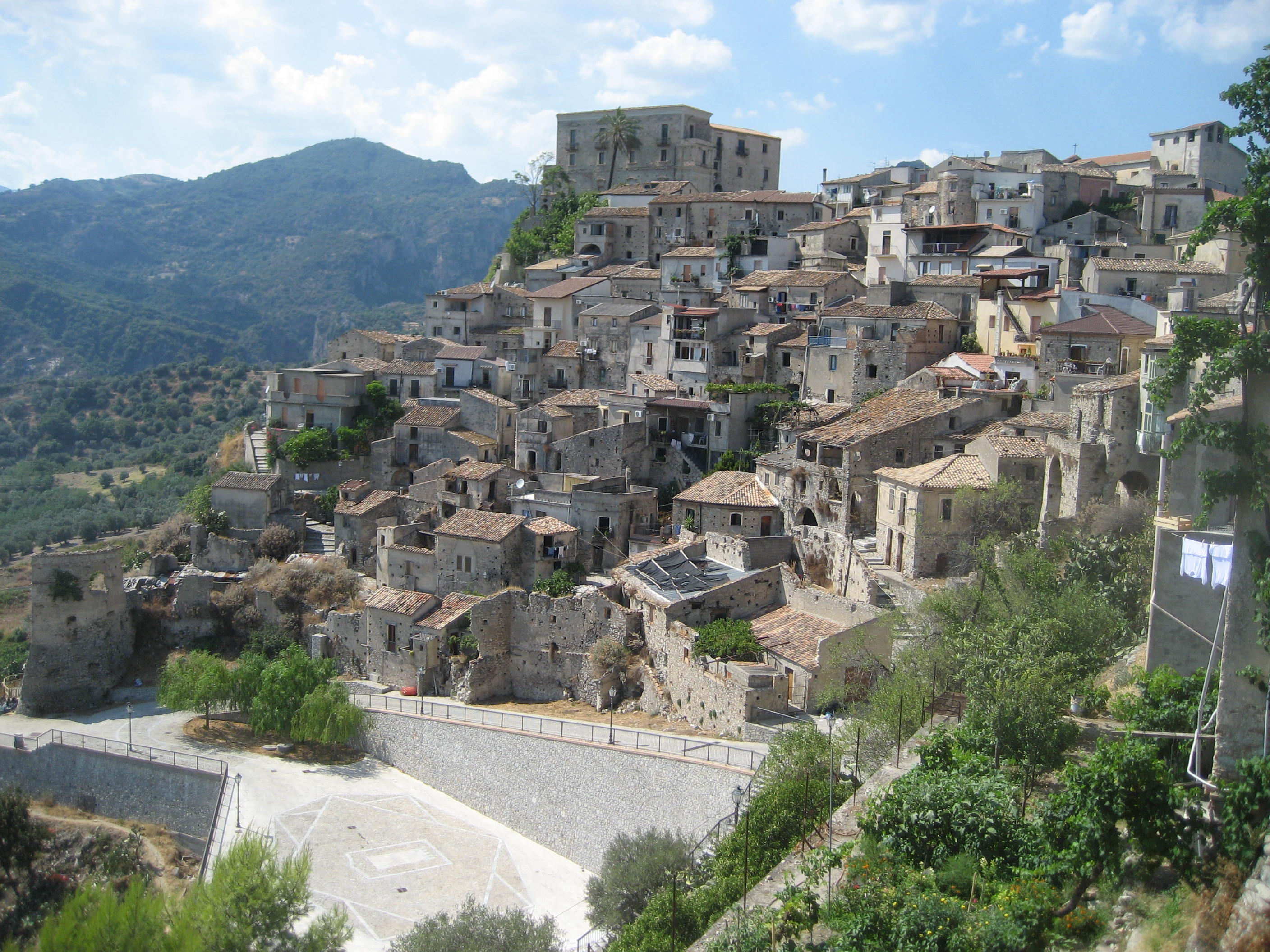
Placanica
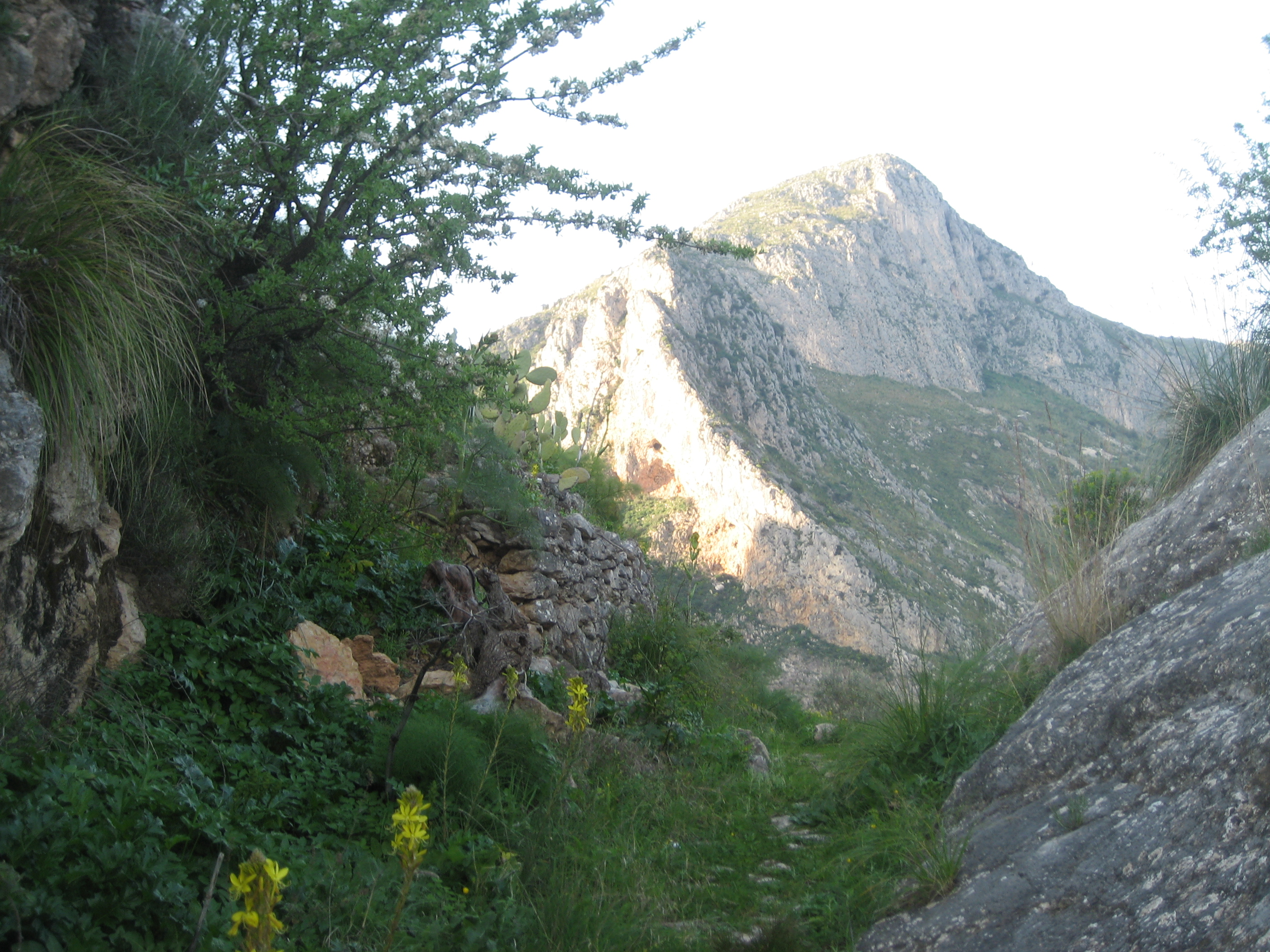
Monte Consolino
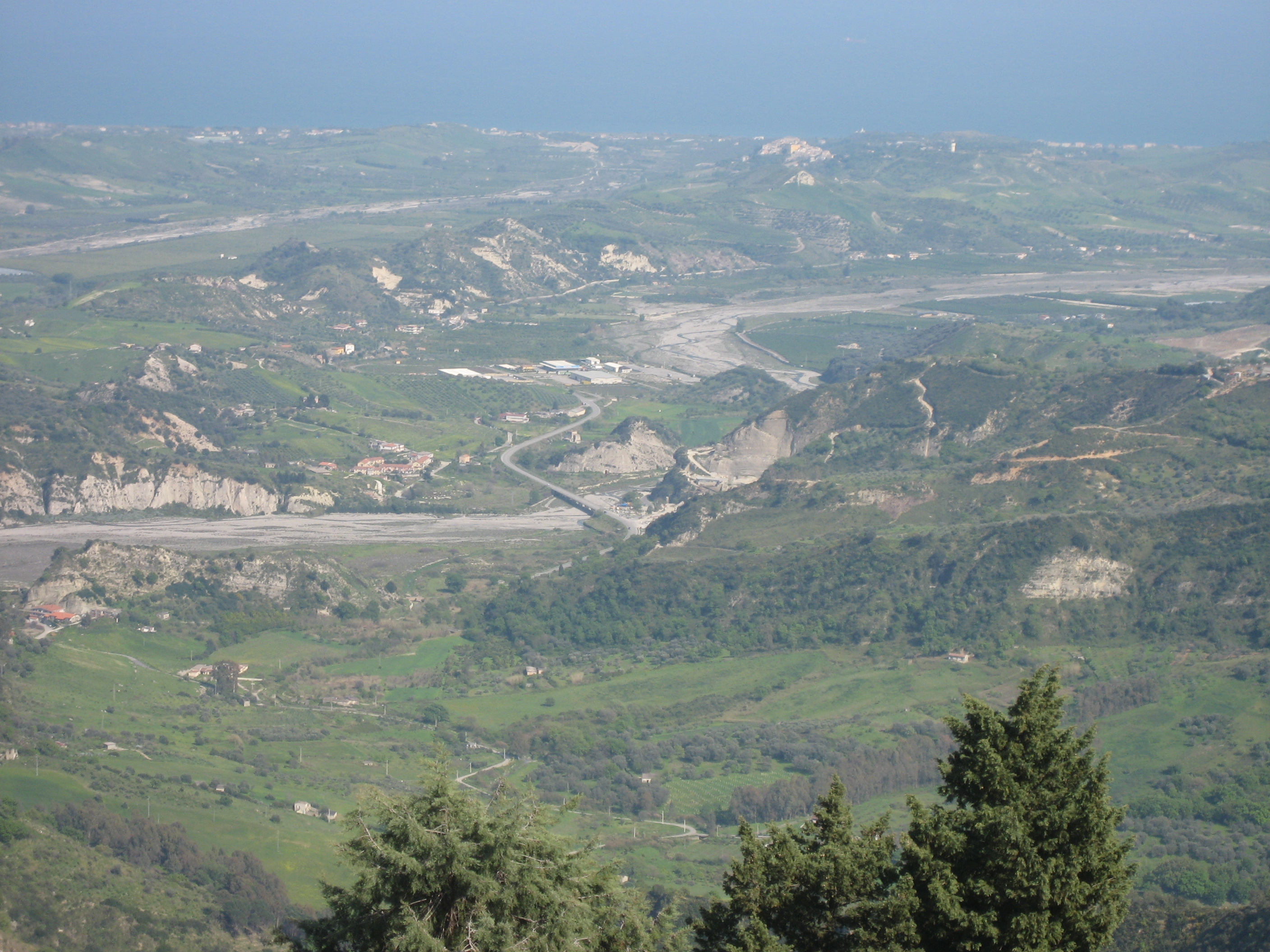
Stilaro
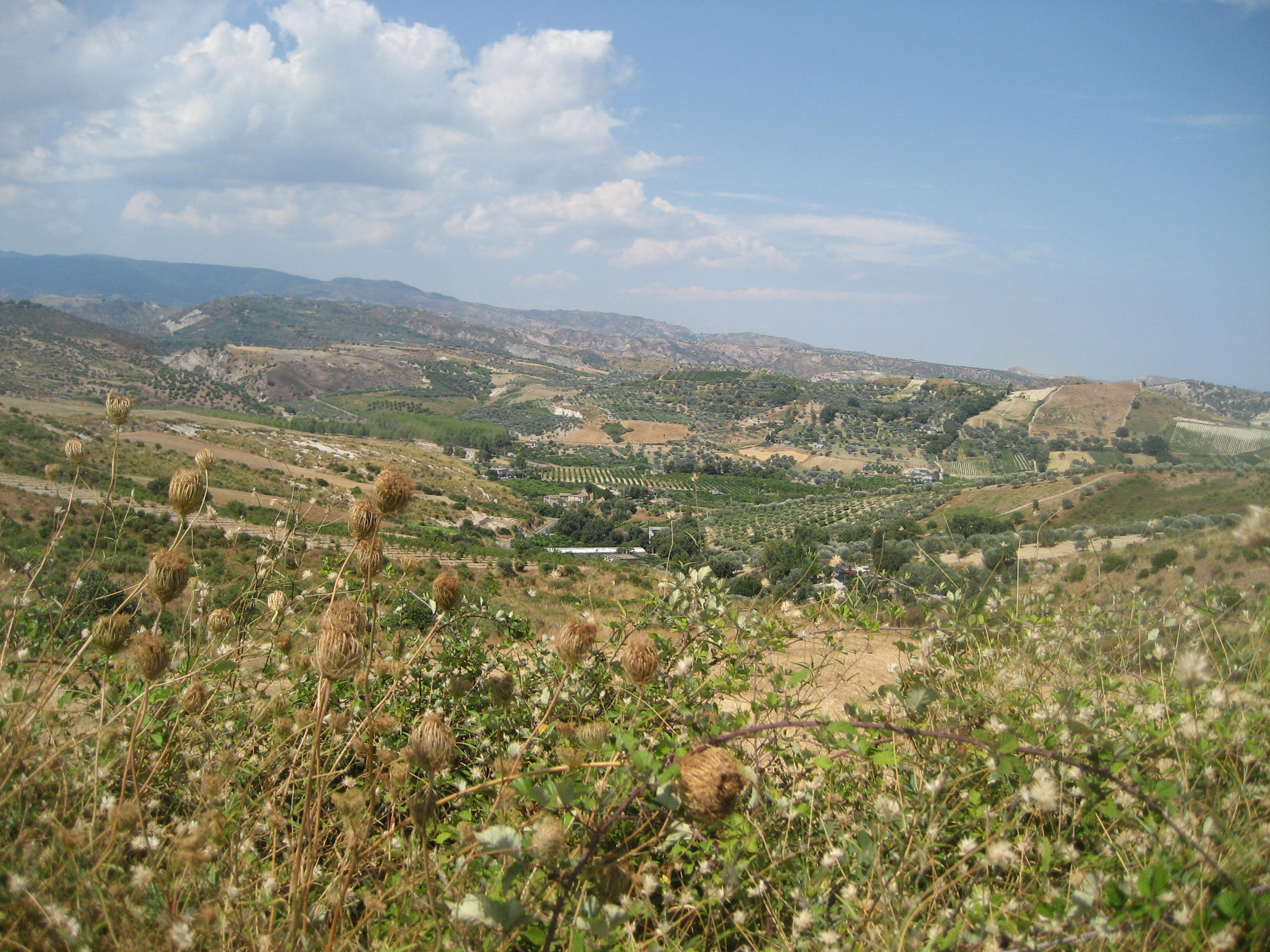
Vallata dello Stilaro